# Sinistra Ecologia Libertà

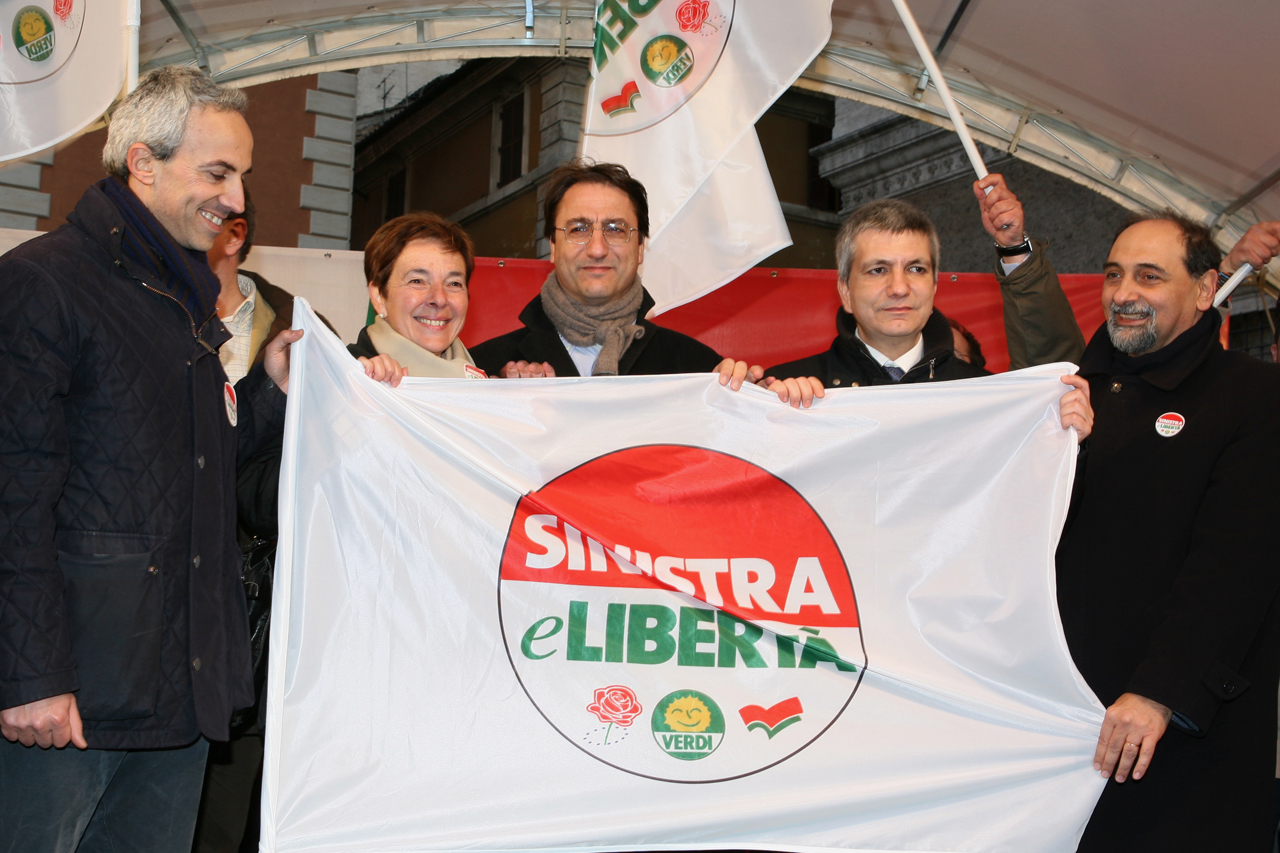
Marco di Lello, Grazia Francescato, Claudio Fava, Nichi Vendola und Umberto Guidoni präsentieren das Banner der Liste Sinistra e Libertà in Rom

Sinistra Ecologia Libertà (kurz SEL, deutsch „Linke Ökologie Freiheit“) war eine 2009 gegründete linksgerichtete und ökologische italienische Partei, die sich den Ideen des Demokratischen Sozialismus verpflichtet fühlte. Die SEL ging am 17. Dezember 2016 in der neugegründeten Sinistra Italiana (SI) auf.

## Geschichte

### WahlbündnisSinistra e Libertà
Im März 2009 entstand im Vorfeld der Europawahl das Wahlbündnis Sinistra e Libertà, dem folgende Parteien angehörten:
- Movimento per la Sinistra (MpS, Bewegung für die Linke) um Nichi Vendola
- Sinistra Democratica (SD, Demokratische Linke) um Claudio Fava
- Unire la Sinistra (ULS, Für die Vereinigung der Linken) um Umberto Guidoni
- Partito Socialista (Sozialistische Partei)
- Federazione dei Verdi (Grüne)

Zuvor hatten die Federazione dei Verdi und die Sinistra Democratica dem Parteienbündnis La Sinistra – L’Arcobaleno angehört, das bei den Parlamentswahlen 2008 den Einzug in beide Kammern des italienischen Parlaments verpasste.
Mit 3,1 Prozent der Stimmen verfehlte Sinistra e Libertà allerdings wegen der geltenden Vierprozenthürde den Einzug ins Europaparlament.

### Parteigründung
Am 20. Dezember 2009 festigten mit dem Movimento per la Sinistra (MpS), der Sinistra Democratica (SD) und Unire la Sinistra (ULS) drei der Bündnispartner ihre Zusammenarbeit und schlossen sich gemeinsam mit der Associazione Ecologisti (AE) um Loredana De Petris zu einer gemeinsamen neuen Partei unter dem Namen Sinistra Ecologia Libertà zusammen.
Zu den Parlamentswahlen 2013 trat die Partei im Wahlbündnis Italia. Bene Comune an und zog erstmals in beide Kammern des Parlaments ein. Mit Laura Boldrini stellt sie seit dem 16. März 2013 bis zur Neuwahl im März 2018 die Präsidentin der Abgeordnetenkammer.